# Roquessels
Roquessels település Franciaországban, Hérault megyében. Lakosainak száma 111 fő (2022. január 1.). Roquessels Faugères, Fos, Fouzilhon, Gabian, Laurens, Montesquieu és Pézènes-les-Mines községekkel határos.

## Népesség
A település népessége az elmúlt években az alábbi módon változott:
| Lakosok száma | 112  | 97   | 123  | 130  | 114  | 110  | 104  | 97   | 94   | 111  |
|               | 1968 | 1982 | 1990 | 2006 | 2013 | 2015 | 2017 | 2019 | 2020 | 2022 |